# Élection présidentielle américaine de 2020
L'élection présidentielle américaine de 2020 a lieu le 3 novembre 2020 afin d'élire au scrutin indirect le président et le vice-président des États-Unis. Les électeurs élisent les grands électeurs, qui à leur tour élisent les président et vice-président des États-Unis le 14 décembre 2020. Il s'agit de la cinquante-neuvième élection présidentielle américaine, la première ayant eu lieu en 1788-1789.
Le président sortant, Donald Trump, est candidat à un second mandat. Le candidat du Parti démocrate désigné pour lui faire face est Joe Biden, vice-président de 2009 à 2017. À respectivement 77 et 74 ans, Biden et Trump sont les deux plus vieux candidats démocrate et républicain à la présidence dans l'histoire américaine. Les colistiers de Trump et de Biden sont respectivement Mike Pence, vice-président sortant, et Kamala Harris.
L'élection, tenue lors de l'Election Day, coïncide avec les élections sénatoriales et les législatives au niveau fédéral, ainsi qu'avec de nombreux scrutins dont une centaine de référendums, les élections de 95 législatures et celles de 13 gouverneurs dans 44 États et six territoires.
L’élection est marquée par la pandémie de Covid-19, qui a des conséquences néfastes sur l’économie du pays et conduit à un nombre limité de rassemblements politiques ainsi qu’à l’hospitalisation de Donald Trump, touché par le virus à un mois du scrutin. Le nombre de votes par correspondance explose, ce qui conduit le président sortant à dénoncer un risque massif de fraudes, sans toutefois apporter de preuve d'une fraude organisée à grande échelle.
Le 7 novembre 2020, les principaux médias américains annoncent la victoire de Joe Biden, qui après dépouillement remporte 306 grands électeurs contre 232 pour Trump, pour devenir président élu des États-Unis. Donald Trump perd le scrutin dans cinq États-clé (swing states) où il l'avait emporté en 2016 : la Pennsylvanie, le Michigan, le Wisconsin, l'Arizona et la Géorgie.
Le président sortant refuse de concéder sa défaite. Le 23 novembre, alors que le processus de transition présidentielle est lancé par son administration, Donald Trump persiste à affirmer qu'il a gagné, son camp continuant à porter des accusations de fraude électorale visant notamment le vote postal, et contestant les résultats de cette élection, mais sans apporter de preuves ce qui fait que les tribunaux rejettent leurs recours au niveau des États comme au niveau fédéral, y compris la Cour suprême des États-Unis. À la date du 8 décembre, tous les États américains ont certifié les votes, répartissant les 538 grands électeurs. Le 14 décembre, le collège électoral officialise la victoire de Joe Biden, par 306 voix à 232. Mais Trump et ses alliés maintiennent leurs allégations de fraudes, le président faisant également pression sur le secrétaire d'État de Géorgie, Brad Raffensperger, afin que ce dernier annule les résultats dans son État.
Le taux de participation de 66,9 % est le plus élevé depuis 1900, correspondant au plus grand nombre de votants de l'histoire des États-Unis (environ 160 millions). Joe Biden, qui engrange plus de 81 millions de voix, et Donald Trump qui en compte plus de 74 millions, sont les deux candidats ayant obtenu le plus de suffrages de l'histoire des élections présidentielles américaines, devançant tous deux Barack Obama, jusque-là détenteur du plus grand nombre de voix avec les 69,5 millions de suffrages qu'il avait obtenus lors de l'élection présidentielle américaine de 2008.
Le 6 janvier 2021, alors que le Congrès est en cours de certification des votes des grands électeurs à Washington D.C., Donald Trump organise un grand rassemblement de ses partisans devant la Maison-Blanche et tient un discours incendiaire dans lequel il leur dit de se diriger vers le Capitole ; une foule de ses partisans prend alors d'assaut le bâtiment, interrompant le processus, qui peut reprendre après plusieurs heures de chaos et déboucher sur l'annonce par le vice-président Mike Pence de l'élection de Joe Biden comme 46e président des États-Unis. Cet événement, considéré comme une insurrection ou une tentative de coup d'État, et qui cause la mort de cinq personnes, conduit au lancement d'une procédure de destitution contre Donald Trump pour « incitation à l'insurrection contre le gouvernement des États-Unis ». La majorité des deux tiers requise n’est pas atteinte lors du vote du Sénat, qui se tient après le départ de Donald Trump de la présidence. Celui-ci est donc acquitté. En août 2023, et en lien avec ces évènements, la justice fédérale américaine inculpe Donald Trump pour « complot contre les États-Unis ».

## Contexte

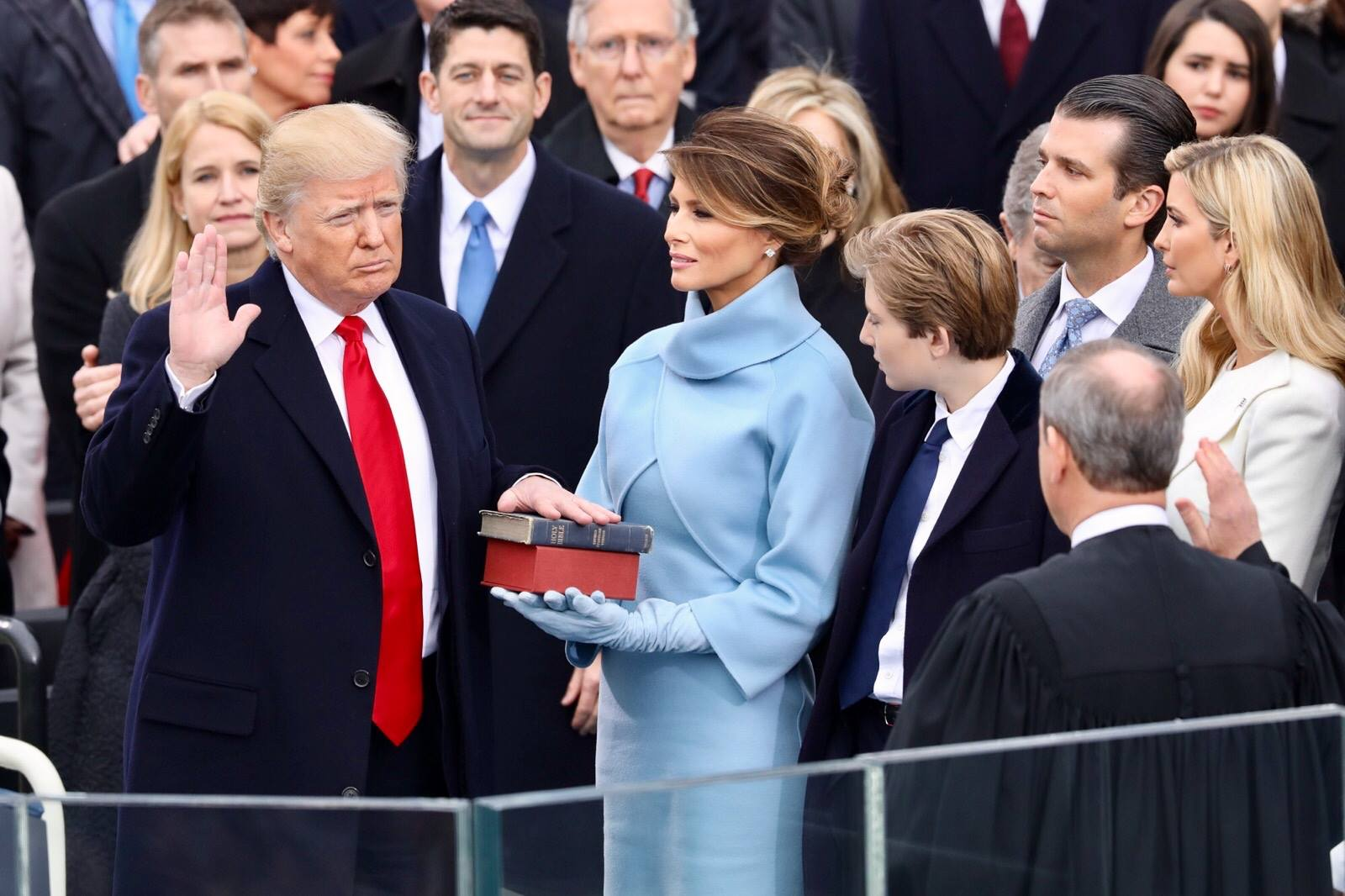
Prestation de serment de Donald Trump le 20 janvier 2017.

Lors de l'élection présidentielle de 2016, le républicain Donald Trump remporte une victoire surprenante déjouant la quasi-totalité des pronostics. Pour battre sa principale rivale, la démocrate Hillary Clinton, il a mené une campagne clivante et hors-système, qualifiée par certains de populiste, multipliant les déclarations polémiques. Il proposait notamment de construire un mur à la frontière entre les États-Unis et le Mexique afin de bloquer l'immigration clandestine, mais aussi de renégocier certains traités de libre-échange internationaux, comme l'ALENA. Ces positions lui ont permis de remporter, non seulement des États pivots ordinaires, comme l'Ohio et la Floride, mais aussi des territoires traditionnellement acquis aux démocrates, comme la Pennsylvanie, ou encore les États du Midwest que sont le Wisconsin et le Michigan.
Au cours de son mandat, Donald Trump s'emploie à appliquer son programme. S'il échoue à abroger la Loi sur la Protection des Patients et les Soins Abordables (surnommée « Obamacare ») mise en place par Barack Obama, notamment à cause du vote négatif du Sénateur républicain John McCain, il parvient à faire adopter une loi sur les réductions d'impôt et l'emploi. Il adopte ensuite un décret anti-immigration, validé par la Cour suprême, interdisant l'entrée sur le sol américain de tous les ressortissants de six pays en majorité musulmans. Sur la scène internationale, Donald Trump exprime sa volonté de se retirer de l’Accord de Paris sur le climat signé par 196 pays à l’occasion de la COP 21, en 2015. D'autre part, il parvient à organiser une rencontre avec le chef Nord-Coréen, Kim Jong-un, en juin 2018, afin de signer un accord visant à la dénucléarisation de la péninsule coréenne. Concernant le Moyen-Orient, il se retire de l'accord nucléaire iranien signé en 2015, suscitant des tensions internationales, notamment entre l'Europe et les États-Unis. Il transfère également l'ambassade américaine en Israël à Jérusalem, entraînant la colère de nombreux pays arabes. Fin 2018, il ordonne le retrait des troupes américaines d'Afghanistan et de Syrie, déclarant que l'objectif de destruction de l'État islamique sera accompli par la Turquie. Le président américain a été vivement contesté, parfois au sein de son propre camp, tant pour ses décisions que pour ses propos souvent polémiques, alimentant des controverses presque quotidiennement. Par ailleurs, l'affaire du Russiagate contribue à faire peser sur ses épaules des soupçons de collusions entre son administration et son entourage avec la Russie.
Lors des élections intermédiaires du 6 novembre 2018, si les républicains parviennent à étendre leur majorité au Sénat (passant de 51 à 53 sièges), les démocrates remportent la majorité à la Chambre des représentants, entraînant une cohabitation politique. Cette situation suscite un blocage institutionnel (« Shutdown » ou arrêt des activités gouvernementales), le plus long de l'histoire américaine, les deux majorités ne parvenant pas à trouver un accord sur le budget de 2019. Le désaccord entre Donald Trump et les démocrates, menés par la nouvelle présidente de la Chambre des représentants, Nancy Pelosi, provient de la volonté du président de prévoir dans le budget la somme de 5,7 milliards de dollars pour financer le mur à la frontière mexicaine qu'il avait promis pendant sa campagne présidentielle.
Le 23 janvier 2019, le Comité national républicain exprime son soutien inconditionnel (« undivided support ») pour Donald Trump. Ce dernier annonce rapidement son intention de se représenter en 2020 pour obtenir un second mandat et lance officiellement sa campagne présidentielle le 18 juin 2019 depuis Orlando, en Floride, aux côtés de Mike Pence et de Melania Trump. Pour succéder à son slogan de campagne de 2016 « Make America Great Again » (« Rendre sa grandeur à l'Amérique »), utilisé pour la première fois en 1980 par l'ancien président Ronald Reagan, il choisit en résonance : « Keep America Great » (« Préservons la grandeur de l'Amérique »). Le 7 novembre 2018, il confirme qu'il choisit Mike Pence pour accomplir un second mandat comme vice-président.
Donald Trump semble figurer parmi les présidents américains les plus impopulaires. Néanmoins, beaucoup d'observateurs prédisent qu'il pourrait à nouveau créer la surprise et être réélu, et ce en raison du manque de candidats démocrates capables de le vaincre et du soutien de ses militants. Certains pensent aussi que les midterms, élections de mi-mandat de novembre 2018, ont démontré qu'il restait solidement populaire parmi l'électorat républicain traditionnel et que la situation de cohabitation politique pourrait tourner à son avantage.
Le 24 septembre 2019, la controverse concernant Donald Trump et l'Ukraine conduit Nancy Pelosi, présidente de la Chambre des représentants, initialement réticente à cette idée à l’approche de l’élection présidentielle, à accepter le déclenchement de la procédure de destitution. Le 31 octobre 2019, la Chambre des représentants décide de formaliser l'enquête et le caractère public des auditions. Le 5 février 2020, il est acquitté par le Sénat.
Donald Trump obtient suffisamment de délégués pour obtenir l'investiture de son parti le 17 mars, après la primaire de Floride. Le 8 avril, Joe Biden devint le seul candidat démocrate en lice pour affronter Trump, alors que du fait de la pandémie de Covid-19, les élections primaires sont reportées.
À partir de mars 2020, la pandémie de Covid-19 touche sévèrement les États-Unis, dont le confinement sans précédent dégrade les résultats économiques ce qui bouleverse les données. À la fin juillet, Donald Trump évoque la possibilité d'un report des élections au vu de la situation sanitaire due au coronavirus. Dans ce contexte, le vote par correspondance s'avère important ; or, Donald Trump ne cesse d'accuser cette façon de voter qui selon lui va entraîner des fraudes massives, sans apporter de preuves de ses allégations, mettant de fait en doute tout le processus électoral américain. Il appelle notamment ses partisans à voter deux fois par correspondance pour tester la fiabilité du système.

## Système électoral

Répartition des grands électeurs par États, fondée sur le recensement du peuple américain en 2010.

L'élection présidentielle américaine est une élection au suffrage universel indirect. Les citoyens électeurs américains élisent 538 grands électeurs qui vont à leur tour voter pour un candidat précis. Ces grands électeurs sont répartis à travers les différents États des États-Unis selon une clé de recensement en partie démographique (le nombre de grands électeurs d'un État est égal au nombre de représentants et sénateurs — deux par État — de cet État). Dans chaque État, la majorité simple suffit pour remporter la totalité des grands électeurs, à l'exception du Maine et du Nebraska, où chaque grand électeur est désigné dans le cadre d'un district congressionnel. Pour l'emporter, un candidat doit remporter la majorité des 538 grands électeurs, donc au moins 270. Chaque État reçoit autant de grands électeurs qu'il possède de représentants et de sénateurs au Congrès, soit respectivement 435 représentants et 100 sénateurs, auxquels s'ajoutent trois représentants du district de Columbia, donnant un total de 538.
Le nombre total d'inscrits sur les registres électoraux pour les élections en 2020 est d'environ 248 500 000 électeurs. L'élection présidentielle de 2020 a lieu, comme celles qui ont eu lieu en 2012 et en 2016, sur la base d'une répartition fondée sur le recensement de 2010.

### Conditions d'éligibilité
Les conditions d'éligibilité au poste de président des États-Unis sont définies par le cinquième alinéa de la section de l'article II de la Constitution. Ne peuvent se présenter que les citoyens américains de naissance âgés d'au moins 35 ans. Il faut en outre qu'ils aient résidé pendant au moins quatorze ans aux États-Unis. Les conditions de candidature du vice-président sont identiques, mais celui-ci ne peut être un résident du même État que celui du président.
Le mandat est de quatre ans, renouvelable une seule fois de manière consécutive ou non. À l'origine, il n'était pas prévu de limite au renouvellement du mandat du président. C'est le XXIIe amendement de la Constitution des États-Unis, adopté par le Congrès en 1947 et ratifié en 1951, qui instaure de manière officielle une limitation à deux mandats, à la suite de la quatrième élection de Franklin Delano Roosevelt en 1944, dont la première élection avait eu lieu en novembre 1932.

## Candidats principaux

### Parti républicain

#### Candidats désignés
| Ticket républicain de 2020               |                                               |
| Donald Trump                             | Mike Pence                                    |
| Président                                | Vice-président                                |
| Donald Trump                             | Mike Pence                                    |
| 45e Président des États-Unis (2017-2021) | 48e Vice-président des États-Unis (2017-2021) |
| Logo de la campagne Trump Pence          |                                               |

#### Candidatures retirées avant les primaires
- Mark Sanford, ancien gouverneur de la Caroline du Sud, se retire le 12 novembre 2019[34].

#### Candidatures retirées pendant les primaires
- Joe Walsh, ancien membre de la Chambre des représentants, se retire le 7 février 2020[35].
- William Weld, ancien gouverneur du Massachusetts, se retire le 18 mars 2020 à l'issue de la primaire de Floride[36].

#### Chronologie
- Le Comité national républicain exprime son soutien indivisé (« undivided support ») pour Donald Trump le 23 janvier 2019[réf. souhaitée].
- William Weld annonce sa candidature le 16 avril 2019[37].
- Donald Trump lance officiellement sa campagne le 18 juin 2019[réf. souhaitée].
- Joe Walsh annonce sa candidature le 26 août 2019[38].
- Mark Sandford annonce sa candidature le 8 septembre 2019[39].
- Mark Sanford suspend sa campagne le 12 novembre 2019[réf. souhaitée].
- Joe Walsh suspend sa campagne le 7 février 2020[réf. souhaitée].
- Donald Trump obtient suffisamment de délégués pour sécuriser l'investiture du Parti républicain à l'issue de la primaire de Floride le 18 mars 2020[40].
- William Weld suspend sa campagne le 18 mars 2020[réf. souhaitée].

### Parti démocrate

#### Candidats désignés
| Ticket démocrate de 2020                      |                                                         |
| Joe Biden                                     | Kamala Harris                                           |
| Président                                     | Vice-présidente                                         |
| Joe Biden                                     | Kamala Harris                                           |
| 47e Vice-président des États-Unis (2009-2017) | Sénatrice des États-Unis pour la Californie (2017-2021) |
| Logo de la campagne Biden Harris              |                                                         |

#### Candidatures retirées avant les primaires
- Richard Ojeda, ancien militaire et sénateur de l'État de Virginie-Occidentale, se retire le 25 janvier 2019[41].
- Eric Swalwell, membre de la Chambre des représentants des États-Unis pour la Californie depuis 2013[42], se retire le 8 juillet 2019[43].
- Mike Gravel, sénateur des États-Unis pour l'Alaska de 1969 à 1981[44], se retire le 8 juillet 2019[45].
- John Hickenlooper, gouverneur du Colorado entre 2011 et 2019, se retire le 15 août 2019[46].
- Jay Inslee, gouverneur de l'État de Washington depuis 2013, se retire le 21 août 2019[47].
- Seth Moulton, membre de la Chambre des représentants des États-Unis pour le Massachusetts depuis 2015, se retire le 23 août 2019[48].
- Kirsten Gillibrand, sénatrice des États-Unis pour l'État de New York depuis 2009, se retire le 29 août 2019[49].
- Bill de Blasio, maire de New York depuis 2014, se retire le 21 septembre 2019[50].
- Tim Ryan, membre de la Chambre des représentants des États-Unis pour l'Ohio depuis 2013, se retire le 24 octobre[51].
- Beto O'Rourke, ancien représentant des États-Unis pour le Texas, se retire le 1er novembre 2019[52].
- Wayne Messam, maire de Miramar depuis 2015, se retire le 20 novembre 2019[53].
- Joe Sestak, membre de la Chambre des représentants des États-Unis pour la Pennsylvanie entre 2007 et 2011, se retire le 1er décembre[54].
- Steve Bullock, gouverneur du Montana depuis 2013 et procureur général du Montana de 2009 à 2013, se retire le 2 décembre 2019[55].
- Kamala Harris, procureure générale de Californie entre 2011 et 2017 et sénatrice des États-Unis pour la Californie depuis 2017, se retire le 3 décembre 2019[56].
- Julián Castro, secrétaire au Logement et au Développement urbain des États-Unis dans l'administration Obama (2014-2017) et maire de San Antonio (Texas) entre 2009 et 2014, se retire le 2 janvier 2020[57].
- Marianne Williamson, écrivaine, se retire le 11 janvier 2020[58].
- Cory Booker, sénateur des États-Unis pour le New Jersey depuis 2013, se retire le 13 janvier 2020[59].
- John Delaney, membre de la Chambre des représentants des États-Unis pour le Maryland entre 2013 et 2019, se retire le 31 janvier 2020[60].

#### Candidatures retirées pendant les primaires
- Andrew Yang, entrepreneur, se retire le 11 février 2020 après l'annonce des résultats de la primaire du New-Hampshire[61].
- Michael Bennet, sénateur des États-Unis pour le Colorado, se retire le 11 février 2020 après l'annonce des résultats de la primaire du New-Hampshire[62].
- Deval Patrick, ancien gouverneur du Massachusetts, se retire le 12 février 2020. Cet abandon fait suite aux résultats de la primaire du New-Hampshire[63],[64].
- Tom Steyer, milliardaire philanthrope, se retire le 29 février 2020 après l'annonce des résultats de la primaire de Caroline du Sud[65].
- Pete Buttigieg, ancien maire de South Bend (Indiana), se retire le 1er mars 2020. Cet abandon fait suite aux résultats de la primaire de Caroline du Sud. Il annonce son soutien à Joe Biden[66].
- Amy Klobuchar, sénatrice des États-Unis pour le Minnesota depuis 2007, se retire le 2 mars 2020. Elle annonce immédiatement son soutien à Joe Biden[67].
- Michael Bloomberg, maire de New York entre 2002 et 2013, se retire le 4 mars 2020. Cet abandon fait suite aux résultats du Super Tuesday. Il annonce son soutien à Joe Biden[68].
- Elizabeth Warren, sénatrice des États-Unis pour le Massachusetts depuis 2013, se retire le 5 mars 2020. Cet abandon fait suite aux résultats du Super Tuesday[69].
- Tulsi Gabbard, membre de la Chambre des représentants des États-Unis pour Hawaï depuis 2013, se retire le 19 mars 2020[70].
- Bernie Sanders, sénateur des États-Unis pour le Vermont depuis 2007[71], arrête sa campagne le 8 avril 2020[72].

## Autres candidats

### Parti libertarien
En mai 2020, Jo Jorgensen, déjà candidate en 1996 comme colistière de Harry Browne, est désignée candidate par le Parti libertarien.

#### Candidats désignés
| Ticket libertarien de 2020                      |                                     |
| Jo Jorgensen                                    | Spike Cohen (en)                    |
| Présidente                                      | Vice-président                      |
| Jo Jorgensen                                    | Spike Cohen                         |
| Maîtresse de conférences à l'université Clemson | Baladodiffuseur et homme d'affaires |
| Logo de la campagne Jorgensen Cohen             |                                     |

### Parti vert
Le 11 juillet 2020, Howie Hawkins est désigné comme le candidat du Parti vert des États-Unis. Dans son effort de rassembler les petits partis de gauche américains, il a également obtenu le soutien du Parti socialiste des États-Unis, puis, en novembre, celui du parti Solidarité (en) (Solidarity),. Son programme comprend le Green New Deal (nouvelle donne verte), le Medicare for All (couverture maladie pour tous), la garantie d'emploi au niveau fédéral, un salaire minimum de 20 $ de l'heure et un revenu minimum, financé en partie par des réductions des dépenses militaires.

#### Candidats désignés
| Ticket vert de 2020                      |                                              |
| Howie Hawkins                            | Angela Nicole Walker (en)                    |
| Président                                | Vice-présidente                              |
| Howie Hawkins                            | Angela Nicole Walker                         |
| Cofondateur du Parti vert des États-Unis | Syndicaliste (AFL-CIO) et conductrice de bus |
| Logo de la campagne Hawkins Walker       |                                              |

### Kanye West
Le 5 juillet 2020, le rappeur Kanye West annonce sur Twitter qu'il se présentera à l’élection présidentielle en tant que candidat indépendant. Il organise une réunion de campagne réservée à des invités le 19 juillet suivant pour lancer sa campagne, où il fond en larmes. Certains médias qualifient cette réunion de confuse.

## Sondages
| Candidats en lice          |
| Joe Biden (Démocrate)      |
| Donald Trump (Républicain) |
| Autres / indécis           |

Pour des raisons techniques, il est temporairement impossible d'afficher le graphique qui aurait dû être présenté ici.

## Campagne
Le 29 septembre 2020 se déroule le premier débat public entre Joe Biden et Donald Trump. Le Monde parle d'un « débat confus et virulent ». Le Figaro déclare que « les échanges entre les deux adversaires évoquaient plus une rixe dans un bar qu'un débat ou un échange courtois ».
Le 2 octobre 2020, Donald Trump déclare être touché par la Covid-19, tout comme son épouse. Souffrant de « fièvre et de fatigue », il est admis à l’hôpital militaire Walter Reed. Le 5 octobre, Donald Trump sort de l'hôpital et promet de reprendre sa campagne.
Avant même le 3 novembre, plus de 100 millions d'Américains votent de manière anticipée, que ce soit par voie postale ou en personne. Au Texas, notamment, ces bulletins de vote dépassent dès le 30 octobre le total de ceux utilisés lors de la présidentielle de 2016 dans l’État. Au total, plus de 101,45 millions d'Américains ont voté de manière anticipée, à cette élection présidentielle, qui a vu une participation de 159,73 millions de votants, la plus élevée depuis 1900,,. Le 19 novembre, quatorze jours avant la fin du vote, le professeur Michael McDonald, de l’université de Floride avait déjà dénombré 28 millions d’électeurs qui s'étaient déjà prononcés via le vote anticipé.

## Dépouillement

### Délais
Les votes prennent plusieurs jours à être comptés dans certains États, en raison notamment des bulletins de vote par correspondance qui sont dépouillés après ceux effectués « en personne ». Les résultats prennent du retard même dans des États-clés comme le Nevada ou la Pennsylvanie. 
Associated Press, CNN et Fox News annoncent cependant la victoire de Joe Biden le 7 novembre, à la suite de sa victoire en Pennsylvanie, qui lui assure plus de 270 grands électeurs.
Le procureur général des États-Unis William P. Barr annonce le 10 novembre 2020 autoriser l'ouverture d'enquêtes sur l'élection, précisant que « si les allégations sérieuses doivent être traitées avec beaucoup de soin, les réclamations spéculatives, fantaisistes ou farfelues ne doivent pas servir de base à l'ouverture d’enquêtes fédérales. »
Le 12 novembre, l'Agence pour la cybersécurité et la sécurité des infrastructures, organisme dépendant du département de la Sécurité intérieure affirme qu'il n'y a aucune preuve qu'une fraude ou qu'une défaillance informatique ait influencé le scrutin. Son directeur considère que l’élection est « la plus sûre de l’histoire des États-Unis », ce qui lui vaut dans les jours qui suivent d'être licencié par un tweet par le président Trump.
L'étape du Safe Harbor, c'est-à-dire la fin de la certification de tous les votes dans chaque État américain, est franchie le 8 décembre.

### Vote populaire
Les délais dans le dépouillement rendent très fluctuants les estimations du nombre de voix obtenues par les deux candidats. Biden peut "légitimement s’enorgueillir d’avoir obtenu le plus grand nombre de suffrages de l’histoire des élections présidentielles aux Etats-Unis avec plus de 70,3 millions de voix" et un un écart "de plus de 3,3 millions de bulletins de vote sur son adversaire", observe Le Monde le 5 novembre, au surlendemain du vote Les délais dans le dépouillement rendent très fluctuants les estimations du nombre de voix obtenues par les deux candidats. Biden peut "légitimement s’enorgueillir d’avoir obtenu le plus grand nombre de suffrages de l’histoire des élections présidentielles aux Etats-Unis avec plus de 70,3 millions de voix" et un un écart "de plus de 3,3 millions de bulletins de vote sur son adversaire", observe Le Monde le 5 novembre 2020. Il obtiendra en fait plus de 80,2 millions de voix, soit 10 millions de plus et un un écart de plus de 7 millions avec Trump, les dépouillements ayant apporté aux deux candidats 14 millions de voix de plus que d'abord estimé, soit près de 10% du total.

## Résultats

### Au niveau national
| Candidats et colistiers  | Candidats et colistiers            | Partis                                         | Vote populaire | Vote populaire | Grands électeurs | Grands électeurs |
| Candidats et colistiers  | Candidats et colistiers            | Partis                                         | Voix           | %              | Voix             | %                |
| ------------------------ | ---------------------------------- | ---------------------------------------------- | -------------- | -------------- | ---------------- | ---------------- |
|                          | Joe Biden Kamala Harris            | Parti démocrate                                | 81 268 924     | 51,31          | 306              | 56,88            |
|                          | Donald Trump Mike Pence            | Parti républicain                              | 74 216 154     | 46,86          | 232              | 43,12            |
|                          | Jo Jorgensen Spike Cohen           | Parti libertarien                              | 1 865 724      | 1,18           | 0                | 0,00             |
|                          | Howie Hawkins Angela Nicole Walker | Parti vert                                     | 405 035        | 0,26           | 0                | 0,00             |
|                          | Gloria La Riva (en) Sunil Freeman  | Parti pour le socialisme et la libération (en) | 85 623         | 0,05           | 0                | 0,00             |
|                          | Kanye West Michelle Tidball        | Indépendant                                    | 70 296         | 0,04           | 0                | 0,00             |
|                          | Don Blankenship Eric Stoneham      | Parti de la Constitution                       | 60 148         | 0,04           | 0                | 0,00             |
|                          | Brock Pierce Karla Ballard         | Liberté et prospérité                          | 49 700         | 0,03           | 0                | 0,00             |
|                          | Brian Carroll Amar Patel           | Solidarité américaine                          | 39 230         | 0,02           | 0                | 0,00             |
|                          | Autres candidats                   | Autres candidats                               | 60 504         | 0,04           | 0                | 0,00             |
|                          | Aucun d'entre eux                  | Aucun d'entre eux                              | 14 079         | 0,01           | 0                | 0,00             |
|                          | Candidat par écrit                 | Candidat par écrit                             | 159 752        | 0,10           | 0                | 0,00             |
|                          |                                    |                                                |                |                |                  |                  |
| Total                    | Total                              | Total                                          | 158 383 403    | 100,00         | 538              | 100,00           |
| Abstention               | Abstention                         | Abstention                                     | 80 863 779     | 33,80          |                  |                  |
| Inscrits / participation | Inscrits / participation           | Inscrits / participation                       | 239 247 182    | 66,20          |                  |                  |

### Vote des grands électeurs
La réunion du collège électoral a lieu le 14 décembre dans chacun des cinquante états, et confirme l'élection de Joe Biden à la présidence avec 306 votes de grands électeurs contre 232 au président sortant Donald Trump,. Après l'annonce du vote des grands électeurs de Californie, qui scelle définitivement la victoire de Biden, Donald Trump annonce le départ de son secrétaire à la Justice William P. Barr, auquel il reproche de ne pas l'avoir assez soutenu dans sa campagne pour dénoncer des fraudes électorales.

## Analyses
La participation est estimée le 8 novembre à environ 160 millions de suffrages, soit 66,9 % des 239 millions de personnes disposant du droit de vote. Elle est en forte hausse depuis les élections de 2016 où elle avait été de 58 %. Le dernier taux de participation aussi élevé remonte à 1900 avec 73,7 %.
Bien que Donald Trump ait recueilli sept millions de voix de moins que son adversaire, comme les sondages globalement le prévoyaient, le système électoral américain est tel qu'il aurait pu quand même être élu s'il avait « retourné » seulement 32 507 voix dans quatre États-clés. Depuis plusieurs décennies en effet, le système du collège électoral profite au camp républicain, qui a remporté trois mandats présidentiels tout en perdant six fois le vote populaire dans les sept dernières élections. Selon l'expert électoral Nate Silver, un candidat démocrate doit ainsi obtenir un écart de deux à trois points pour obtenir la même chance d'être élu que son adversaire républicain.

Carte de l'élection présidentielle de 2020 par comté.

| Catégorie                                  | Biden | Trump | Électorat |
| ------------------------------------------ | ----- | ----- | --------- |
| Catégorie                                  |       |       | Électorat |
| Total                                      | 51 %  | 47 %  | 100 %     |
| Idéologie                                  |       |       |           |
| Libéraux                                   | 89 %  | 10 %  | 24 %      |
| Modérés                                    | 64 %  | 34 %  | 38 %      |
| Conservateurs                              | 14 %  | 85 %  | 38 %      |
| Parti                                      |       |       |           |
| Démocrates                                 | 94 %  | 5 %   | 37 %      |
| Républicains                               | 6 %   | 94 %  | 36 %      |
| Indépendants                               | 54 %  | 42 %  | 26 %      |
| Sexe                                       |       |       |           |
| Hommes                                     | 45 %  | 53 %  | 48 %      |
| Femmes                                     | 57 %  | 42 %  | 52 %      |
| Statut marital                             |       |       |           |
| Marié                                      | 45 %  | 53 %  | 56 %      |
| Non-marié                                  | 58 %  | 40 %  | 44 %      |
| Sexe et statut marital                     |       |       |           |
| Hommes mariés                              | 43 %  | 55 %  | 30 %      |
| Femmes mariées                             | 48 %  | 51 %  | 26 %      |
| Hommes non-mariés                          | 52 %  | 45 %  | 20 %      |
| Femmes non-mariées                         | 62 %  | 36 %  | 23 %      |
| Ethnie                                     |       |       |           |
| Blancs                                     | 41 %  | 57 %  | 67 %      |
| Noirs                                      | 87 %  | 12 %  | 13 %      |
| Latinos                                    | 65 %  | 33 %  | 13 %      |
| Asiatiques                                 | 63 %  | 36 %  | 4 %       |
| Autres                                     | 55 %  | 41 %  | 4 %       |
| Sexe et ethnie                             |       |       |           |
| Hommes blancs                              | 38 %  | 60 %  | 35 %      |
| Femmes blanches                            | 44 %  | 55 %  | 32 %      |
| Hommes noirs                               | 79 %  | 19 %  | 4 %       |
| Femmes noires                              | 90 %  | 9 %   | 8 %       |
| Hommes latinos                             | 59 %  | 37 %  | 5 %       |
| Femmes latinos                             | 69 %  | 30 %  | 8 %       |
| Autres                                     | 59 %  | 38 %  | 8 %       |
| Religion                                   |       |       |           |
| Protestants et autres chrétiens            | 39 %  | 60 %  | 43 %      |
| Catholiques                                | 52 %  | 47 %  | 25 %      |
| Juifs                                      | 76 %  | 22 %  | 2 %       |
| Autres religions                           | 69 %  | 29 %  | 8 %       |
| Aucune religion                            | 65 %  | 31 %  | 22 %      |
| Blancs évangélistes ou nouveau-né chrétien |       |       |           |
| Oui                                        | 24 %  | 76 %  | 28 %      |
| Non                                        | 62 %  | 36 %  | 72 %      |
| Âge                                        |       |       |           |
| 18-24 ans                                  | 65 %  | 31 %  | 9 %       |
| 25-29 ans                                  | 54 %  | 43 %  | 7 %       |
| 30-39 ans                                  | 51 %  | 46 %  | 16 %      |
| 40-49 ans                                  | 54 %  | 44 %  | 16 %      |
| 50-64 ans                                  | 47 %  | 52 %  | 30 %      |
| Plus de 65 ans                             | 47 %  | 52 %  | 22 %      |
| Âge et ethnie                              |       |       |           |
| Blancs de 18-29 ans                        | 44 %  | 53 %  | 8 %       |
| Blancs de 30-44 ans                        | 41 %  | 57 %  | 14 %      |
| Blancs de 45-59 ans                        | 38 %  | 61 %  | 19 %      |
| Blancs de plus de 60 ans                   | 42 %  | 57 %  | 26 %      |
| Noirs de 18-29 ans                         | 88 %  | 10 %  | 3 %       |
| Noirs de 30-44 ans                         | 78 %  | 19 %  | 4 %       |
| Noirs de 45-59 ans                         | 89 %  | 10 %  | 3 %       |
| Noirs de plus de 60 ans                    | 92 %  | 7 %   | 3 %       |
| Latinos de 18-29 ans                       | 69 %  | 28 %  | 4 %       |
| Latinos de 30-44 ans                       | 62 %  | 34 %  | 4 %       |
| Latinos de 45-59 ans                       | 68 %  | 30 %  | 3 %       |
| Latinos de plus de 60 ans                  | 58 %  | 40 %  | 2 %       |
| Autres                                     | 59 %  | 38 %  | 8 %       |
| Orientation sexuelle                       |       |       |           |
| LGBT                                       | 67 %  | 30 %  | 7 %       |
| Non-LGBT                                   | 51 %  | 48 %  | 93 %      |
| Primo-votants                              |       |       |           |
| Oui                                        | 64 %  | 32 %  | 14 %      |
| Non                                        | 49 %  | 49 %  | 86 %      |
| Éducation                                  |       |       |           |
| High School ou moins                       | 46 %  | 54 %  | 19 %      |
| Enseignement supérieur                     | 51 %  | 47 %  | 23 %      |
| Associate degree                           | 47 %  | 50 %  | 16 %      |
| Baccalauréat                               | 51 %  | 47 %  | 27 %      |
| Postgraduate degree                        | 62 %  | 37 %  | 15 %      |
| Éducation et ethnie                        |       |       |           |
| Blancs avec diplôme universitaire          | 51 %  | 47 %  | 32 %      |
| Blancs sans diplôme universitaire          | 32 %  | 67 %  | 35 %      |
| Non-Blancs avec diplôme universitaire      | 70 %  | 27 %  | 10 %      |
| Non-Blancs sans diplôme universitaire      | 72 %  | 26 %  | 24 %      |
| Éducation, sexe et ethnie                  |       |       |           |
| Femmes blanches avec diplôme universitaire | 54 %  | 44 %  | 14 %      |
| Femmes blanches sans diplôme universitaire | 36 %  | 63 %  | 17 %      |
| Hommes blancs avec diplôme universitaire   | 48 %  | 50 %  | 17 %      |
| Hommes blancs sans diplôme universitaire   | 28 %  | 70 %  | 18 %      |
| Non-Blancs                                 | 71 %  | 26 %  | 33 %      |
| Revenus                                    |       |       |           |
| Moins de 30 000 $                          | 54 %  | 46 %  | 15 %      |
| 30 000-49 999 $                            | 56 %  | 44 %  | 20 %      |
| 50 000-99 999 $                            | 56 %  | 42 %  | 39 %      |
| 100 000-199 999 $                          | 41 %  | 58 %  | 20 %      |
| Plus de 200 000 $                          | 48 %  | 48 %  | 7 %       |
| Région                                     |       |       |           |
| Est                                        | 58 %  | 40 %  | 20 %      |
| Midwest                                    | 47 %  | 51 %  | 23 %      |
| Sud                                        | 46 %  | 53 %  | 35 %      |
| Ouest                                      | 57 %  | 41 %  | 22 %      |
| Zone d'habitat                             |       |       |           |
| Urbaine                                    | 60 %  | 38 %  | 29 %      |
| Banlieue                                   | 50 %  | 48 %  | 51 %      |
| Rurale                                     | 42 %  | 57 %  | 19 %      |

## Conséquences

### Tentative de renversement des résultats par le camp Trump et assaut du Capitole
Pendant la campagne, le soir de l'élection et après que les démocrates ont été déclarés vainqueurs, Donald Trump et de nombreux républicains font des déclarations remettant en cause de multiples aspects du processus électoral et Trump prétend que l'élection lui a été volée. L'agence fédérale chargée de la cybersécurité des élections déclare cependant que l'élection était « la plus sûre de l'histoire américaine » du point de vue de la sécurité des infrastructures électorales,. À plusieurs reprises, Trump déclare néanmoins être le vainqueur et licencie par un tweet le directeur de l'agence.
L'équipe de campagne de Trump et ses alliés déposent soixante recours judiciaires dans plusieurs États, qui se verront tous à l'exception d'un seul, soit refusés soit rejetés par les tribunaux chargés de les examiner,, prolongeant la « guérilla judiciaire », y compris en s'appuyant sur différentes théories complotistes. Ils qualifient les résultats des swing states comme étant entachés de fraudes massives ou qualifient d'inconstitutionnelles des modifications récentes des critères de recevabilité des votes, et l'administration Trump refuse de coopérer avec la transition présidentielle pendant plus de deux semaines.
Les principaux médias annoncent l'élection de Biden le 7 novembre. L'Administration des services généraux (GSA), chargée de gérer le processus de transition présidentielle pour l'administration sortante, refuse dans un premier temps de reconnaître officiellement Biden comme président élu, ce qui empêche le processus officiel de transition de commencer. Le 23 novembre, la GSA reconnait Biden et Harris comme vainqueurs et l'administration sortante débute le processus officiel de transition. Le président sortant déclare avoir demandé à son administration de « faire ce qui doit être fait » mais indique qu’il continue néanmoins la bataille judiciaire. Deux recours auprès de la Cour suprême sont déposés par le président et par des états gouvernés par des républicains au premier rang desquels le Texas, ils sont rejetés catégoriquement par cette cour - dont la majorité des membres ont été nommés par un président républicain - quelques jours avant l'échéance du 14 décembre, jour de la réunion du collège électoral,.
Le 14 décembre, le collège électoral confirme les résultats tels que certifiés par les États et entérine ainsi l'élection à la Présidence de Joe Biden, par 306 voix contre 232. Alors que la confirmation du vote par les assemblées prévue le 6 janvier ne devrait être qu'une formalité, des élus pro-trump annoncent qu'ils feront obstruction. Un défilé de citoyens jusqu'au-boutistes est également attendu dans la capitale.
Début janvier 2021, le président Trump provoque un nouveau scandale en appelant le secrétaire d'État de Géorgie, Brad Raffensperger, pour lui demander de « trouver suffisamment de voix » pour parvenir à « recalculer » le résultat de cet État,.
Le 3 janvier 2021, dans un article d'opinion publié par The Washington Post, « Dix anciens chefs du Pentagone », certains étant républicains, d'autres, démocrates, servent une « réprimande extraordinaire » à Donald Trump. Il s'agit de Dick Cheney, William Perry, Donald Rumsfeld, William Cohen, Robert Gates, Leon Panetta, Chuck Hagel, Ashton Carter, James Mattis et Mark Esper. Ils exigent que le président sortant n'utilise pas l'armée américaine pour tenter de démontrer qu'il y a fraude électorale. Par ailleurs, plusieurs haut gradés de l'armée américaine ont déclaré qu'ils ont juré loyauté à la Constitution des États-Unis et non pas à une personne.
Le 6 janvier 2021, alors que le 117e congrès des États-Unis est réuni au Capitole pour certifier les votes du collège électoral, Donald Trump réunit ses partisans par milliers à Washington pour la manifestation Save America autour de ses allégations fallacieuses répétées selon lesquelles « l'élection lui a été volée ». Par conséquent, ils protestent contre le résultat de l'élection présidentielle de 2020 et en soutien à la demande de Trump au Congrès et au vice-président Mike Pence (également président du Sénat) de rejeter la victoire de Joe Biden,. Tout d'abord, les manifestants se rassemblent au parc The Ellipse, où ils entendent les discours des fils du président sortant et de Rudy Giuliani, lequel réclame un jugement par combat pour prouver le bien-fondé des accusations de fraudes, puis de Donald Trump. Dans un discours incendiaire,,, ce dernier les appelle à marcher sur le Capitole, en leur demandant de « se battre de toutes leurs forces », et en précisant : « Vous ne reprendrez jamais notre pays avec faiblesse. Vous devez montrer de la force et vous devez être forts ».
Avant la fin des discours, une foule de partisans de Trump part à l'assaut du Capitole, déborde violemment les forces de l'ordre et entre par effraction dans le bâtiment. Le Congrès est en session à ce moment, conduisant le décompte des voix du collège électoral. Plusieurs bâtiments du complexe sont évacués tandis que les émeutiers franchissent les dispositifs de sécurité du Capitole, investissant salles et bureaux, et se livrant à des saccages et à des pillages,. Quatre émeutiers perdent la vie et un policier est tué au milieu du chaos.
Interrompue durant plusieurs heures en raison de cet assaut, qualifié de tentative de coup d'État, de putsch, d'insurrection, de sédition ou de terrorisme intérieur,,, et dont les images font le tour du monde, la session du Congrès américain reprend dans la nuit et débouche sur la certification des résultats par le vice-président des États-Unis et président du Sénat Mike Pence (que les émeutiers ont promis de « pendre »), officialisant la victoire de Biden par 306 voix contre 232.

### Seconde procédure de destitution de Donald trump
La plupart des dirigeants mondiaux tiennent Donald Trump pour responsable de cet événement sans précédent dans l'histoire du pays et considéré comme une attaque contre la démocratie américaine,. En conséquence, la Chambre des représentants vote le 13 janvier une seconde procédure de destitution de Donald Trump pour « incitation à l'insurrection contre le gouvernement des États-Unis. Le 14 février, le Sénat vote et le résultat est de 57 voix à 43. Sept républicains ont rejoint les démocrates unanimes. Il fallait 67 voix pour le déclarer coupable. L'ancien président Trump est par conséquent acquitté. Il s'agit cependant de la seule fois dans l'histoire des procès en destitution aux États-Unis où autant de sénateurs du même bord politique que l'inculpé votent pour sa culpabilité.